# Undisclosed Desires
Undisclosed Desires – utwór angielskiej grupy rockowej Muse z albumu The Resistance. Został wydany w formie cyfrowej 16 listopada 2009 roku jako drugi singel z tej płyty.

## Wydanie i opinie
Premierowe wykonanie utworu na żywo miało miejsce 4 września 2009 roku podczas pierwszego z dwóch koncertów, jakie zespół dał w swoim rodzinnym mieście, Teignmouth, bezpośrednio przed wydaniem albumu. Natomiast w radiu piosenkę można było usłyszeć już 7 września, gdy w trakcie pięciogodzinnego programu poświęconemu Muse i The Resistance, prezenter Zane Lowe dwukrotnie zagrał ją na antenie BBC Radio 1.
Od momentu wydania „Undisclosed Desires” spotkało się z mieszanym przyjęciem odbiorców. Część z nich gani zespół za brzmienie R&B, podczas gdy inni uważają utwór za stanowiący zbyt duże odejście od mocno zróżnicowanego już brzmienia Muse. Andrew Leahey z serwisu AllMusic opisał piosenkę jako „dziwne połączenie Timbalanda z Depeche Mode”. Z kolei dla Bena Patashnika utwór jest „próbą ponownego rozpalenia nikczemnych brzmień R&B z „Supermassive Black Hole”, co w efekcie przynosi odwrotny skutek”. Recenzent NME posunął się nawet dalej i stwierdził, że podobną piosenkę „Timbaland mógłby znaleźć gdzieś w zakamarkach swojego miksera”. Zupełnie innego zdania jest natomiast magazyn Mojo, według którego „Undisclosed Desires”, wspólnie z „Uprising” i „United States of Eurasia”, należy do najlepszych fragmentów na płycie.

## Lista utworów
1. „Undisclosed Desires” – 3:56
2. „Undisclosed Desires” (Thin White Duke remix) – 7:40
3. „Undisclosed Desires” (Thin White Duke remix edit) – 4:51
4. „Undisclosed Desires” (The Big Pink remix) – 4:30

## Twórcy
Muse
- Matthew Bellamy – wokal prowadzący, keyboard, syntezatory, producent
- Christopher Wolstenholme – gitara basowa, wokal, produkcja
- Dominic Howard – perkusja, syntezatory, programming, produkcja

Pozostali
- Adrian Bushby – inżynier dźwięku
- Mark „Spike” Stent – miks
- Ted Jensen – mastering